# Редковский, Николай Иванович
Николай Иванович Редковский (20 мая 1921 — 28 августа 2008) — участник Великой Отечественной войны, Герой Советского Союза (1945). Полковник Советской Армии. Генерал-майор Украины (2008). 

## Биография
Николай Редковский родился 20 мая 1921 года в селе Берикуль (на территории современного Ижморского района Кемеровской области). С 1932 года проживал в Бурятско-Монгольской АССР, окончил среднюю школу. Учился в Томском горном институте. В 1939 году Редковский был призван на службу в Рабоче-крестьянскую Красную Армию. В июне 1941 года он окончил Томское артиллерийское училище. С начала Великой Отечественной войны — на её фронтах. В боях два раза был ранен.
К январю 1945 года гвардии капитан Николай Редковский командовал батареей 146-го гвардейского артиллерийско-миномётного полка 14-й гвардейской кавалерийской дивизии 7-го гвардейского кавалерийского корпуса 1-го Белорусского фронта. Отличился во время освобождения Польши. 29 января 1945 года батарея Редковского переправилась через Одер к югу от Кюстрина и приняла активное участие в боях за захват и удержание плацдарма на его западном берегу, отразив большое количество немецких контратак. В тех боях Редковский получил ранение, но продолжал сражаться.
Указом Президиума Верховного Совета СССР от 24 марта 1945 года за «образцовое выполнение боевых заданий командования на фронте борьбы с немецкими захватчиками и проявленные при этом мужество и героизм» гвардии капитан Николай Редковский был удостоен высокого звания Героя Советского Союза с вручением ордена Ленина и медали «Золотая Звезда» за номером 7347.
После окончания войны Редковский продолжил службу в Советской Армии. В 1946 году он окончил Высшую офицерскую артиллерийскую школу, в 1953 году — Военную артиллерийскую командную академию. В 1963 году в звании полковника Редковский был уволен в запас. Проживал и работал в Киеве. Указом Президента Украины от 5 мая 2008 года ему было присвоено звание генерал-майора Вооружённых Сил Украины. Скончался 28 августа 2008 года, похоронен в Киеве.
Был также награждён орденом Красного Знамени, двумя орденами Отечественной войны 1-й степени, орденом Отечественной войны 2-й степени, двумя орденами Красной Звезды, украинским орденом Богдана Хмельницкого и рядом медалей.